# Hnushinak
Hnushinak (in armeno Խնուշինակ?), in azero Khnushinak o Xanoba), è una comunità rurale del distretto di Xocavənd, in Azerbaigian, fino al 2024 appartenente alla regione di Martuni, nella repubblica dell'Artsakh (precedentemente al 2017 denominata repubblica del Nagorno Karabakh).
Il paese, talvolta indicato anche con il nome di Xanoba, contava nel 2005 oltre seicento abitanti ed è situato a pochi chilometri dal capoluogo regionale.